# HMS Hibernia (1804)

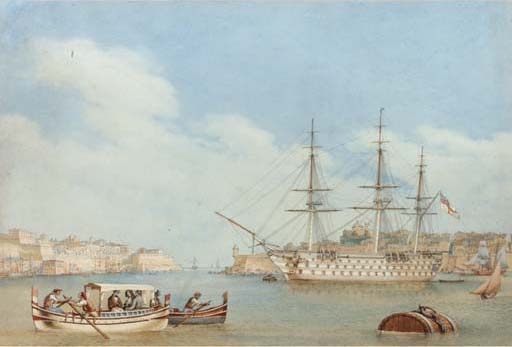
HMS Hibernia davanti al Forte Sant'Angelo, Malta, 1830 circa. Giovanni Schranz

La HMS Hibernia fu una nave di linea di prima classe da 110 cannoni della Royal Navy. Fu varata all'arsenale di Plymouth il 17 novembre 1804 e fu l'unica nave costruita sulle linee disegnate da sir John Henslow.
L'11 gennaio 1806 l'Hibernia si capovolse nel "Wembury River" — probabilmente un rimando al fiume Yealm davanti a Wembury, nel Devon — con la perdita di 19 persone dell'equipaggio. Fu in seguito riportata a galleggiare, riparata e ritornò in servizio.
Tra il 1807 e il 1808 l'Hibernia, sotto il comando di Sir William Sidney Smith, condusse la scorta britannica della famiglia reale portoghese durante il trasferimento della corte in Brasile.
L'Hibernia fu l'ammiraglia della Mediterranean Fleet dal 1816 al 1855, quando divenne l'ammiraglia della base della Royal Navy di Malta, con base nel Porto Grande. Rimase in questo ruolo fino a quando non fu venduta nel 1902.

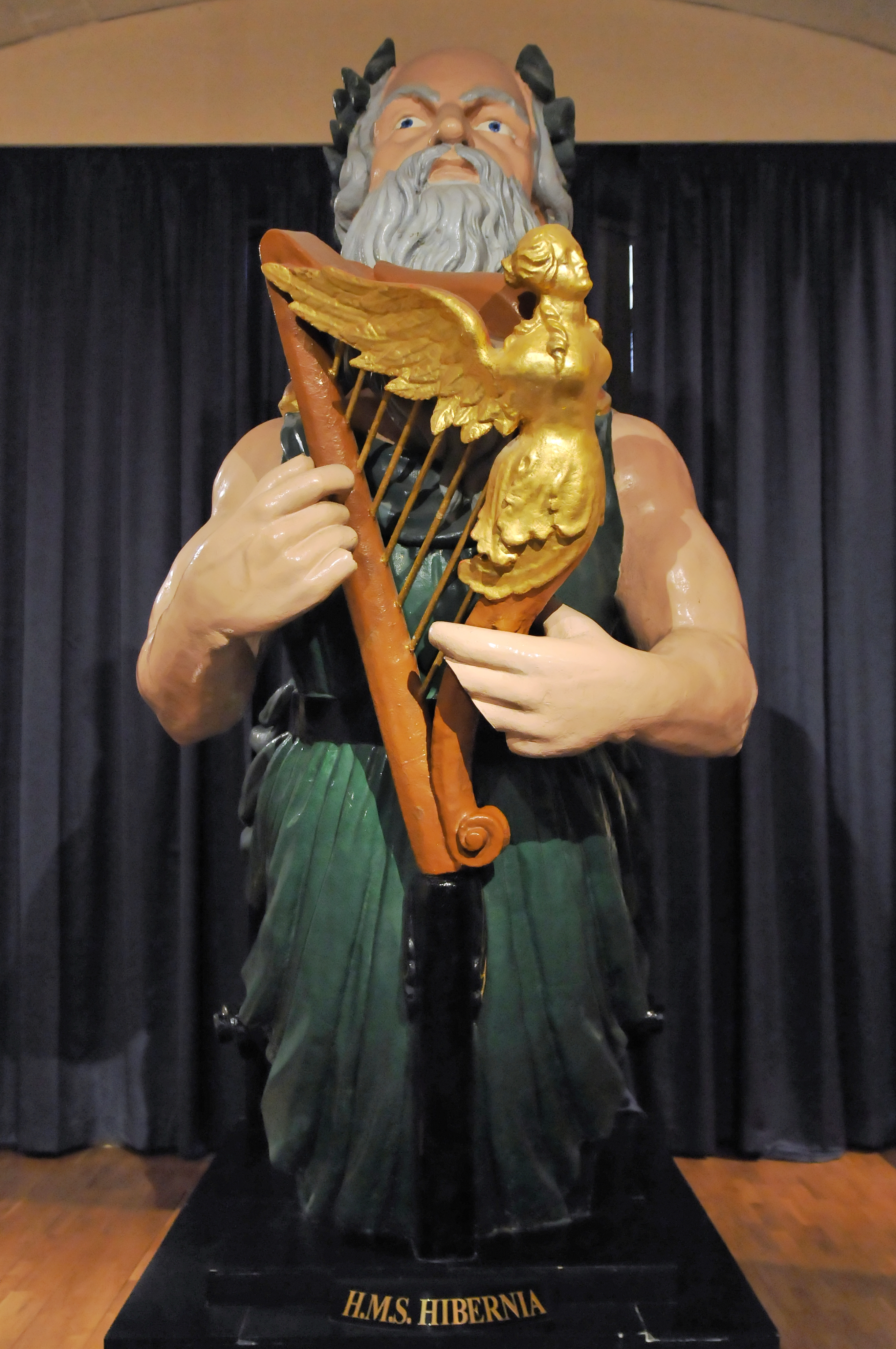
Polena della HMS Hibernia al museo marittimo di Malta

Dopo la fine delle guerre napoleoniche nel 1815, la HMS Hibernia fu usata al servizio dell'impero britannico in altri modi, come ad esempio per il trasporto di prigionieri alla colonia penale del Nuovo Galles del Sud. Nel 1818-1819 trasportò 160 prigionieri a Sydney, partendo dal porto di Portsmouth il 20 novembre ed arrivando il 18 giugno. A bordo tra i passeggeri c'era anche il primo reverendo della chiesa di San Giacomo di Sydney, Richard Hill, e sua moglie.
La corte marziale agli ufficiali e marinai sopravvissuti alla collisione della loro nave, la HMS Victoria, il 22 giugno 1893, con la corazzata HMS Camperdown fu tenuta sul ponte dell'Hibernia. Il processo iniziò il 17 luglio 1893.
L'Hibernia fu venduta nel 1902 per essere demolita. Il suo legno finì a bruciare nei forni delle panetterie maltesi, portando a un aumento dell'avvelenamento da piombo sull'isola. Da una sezione dell'albero maestro fu scolpita una statua della Vergine Maria, nel suo mantello di Signora dei Cieli, e può oggi essere ammirata nella chiesa matrice collegiata del naufragio di San Paolo a Valletta. La sua polena è in mostra al Museo Marittimo di Malta, che si trova nell'edificio dell'antica Royal Naval Bakery a Vittoriosa.